# Halotolerancia

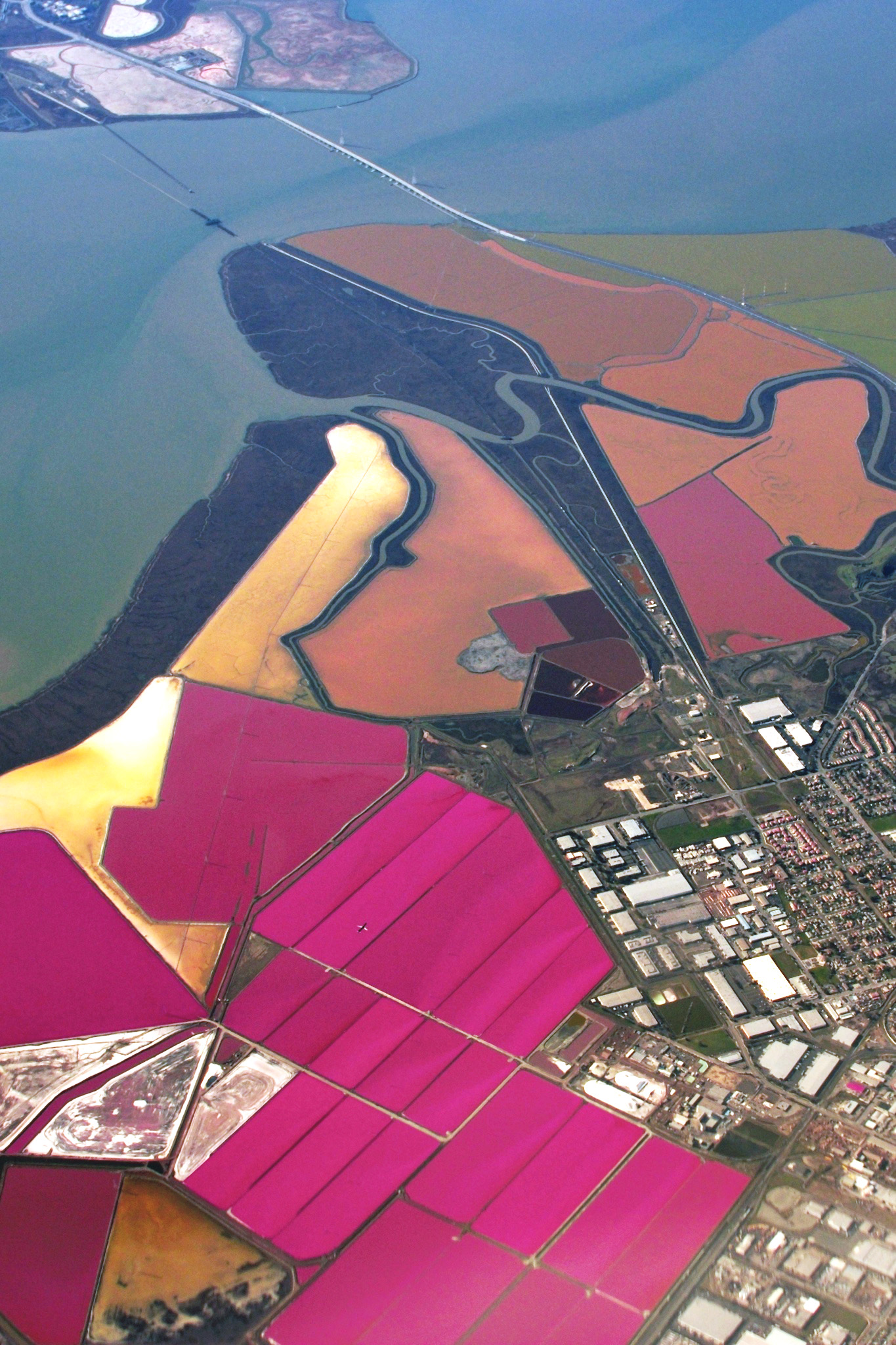
Estanques de evaporación de sal y sus canales de alimentación, en la Bahía de San Francisco, la imagen también muestra el Puente Dumbarton.

La halotolerancia es la adaptación por osmorregulación de los organismos vivos a condiciones de alta salinidad. Las especies halotolerantes tienden a vivir en zonas como los lagos hipersalinos, dunas costeras, desiertos salinos, mares de sal interiores y manantiales. Los halófilos son un grupo de bacterias que viven en ambientes muy salinos e incluso requieren de esa salinidad para su supervivencia. Las halófitas son plantas superiores tolerantes a la sal.

## Aplicaciones
Los campos científicos relevantes en el estudio de la halotolerancia incluyen la bioquímica, biología molecular, biología celular, fisiología, ecología y la genética. 

## Funciones celulares
La tolerancia a las condiciones salinas se puede conseguir a través de diferentes vías. Los altos niveles de sal que entran en la planta pueden provocar desequilibrios iónicos que causan complicaciones en la respiración y la fotosíntesis, reduciendo la tasa de crecimiento y produciendo la muerte en casos graves. Para ser tolerante a las condiciones salinas su protoplasma ha de tener métodos para equilibrar los efectos tóxicos y osmóticos de las altas concentraciones de sal.

## Halotolerancia bacteriana
El grado de halotolerancia varia mucho entre las diferentes especies de bacterias. Un gran número de cianobacterias son halotolerantes; por ejemplo las cianobacterias de los salares de Makgadikgadi, un gran lago hipersalino de Botsuana.